# 기씨 (황별)
기 씨(일본어: 紀氏 기시[*])는 "紀"를 씨로 삼는 일본의 씨족이다.
야마토국 헤구리군 기 리(오늘날의 나라현 이코마군 헤구리정)를 본관으로 삼는 고대 호족이었다. 성은 처음에는 오미였다가 덴무 천황 13년(서기 684년)에 팔색성제가 제정되자 아손으로 바꾸었다.

## 개요
기키(記紀) 등의 전승에 따르면 결사팔대의 한 명인 고겐 천황(孝元天皇)의 자손으로 다케우치노 스쿠네(武内宿禰)의 아들인 기노 쓰노노 스쿠네(紀角宿禰)를 시조로 하고 있는데, 이들 2대는 모두 모계가 기이노 구니노미야쓰코(紀伊国造) 출신이었던 것으로 알려지고 있으며 이러한 관계로부터 기 씨는 일찍부터 야마토 왕권의 군사권을 맡은 가문으로써 존재하고 있었던 것으로 보인다. 구체적으로는 유랴쿠(雄略) 때의 고유미(小弓), 겐조(顕宗) 때의 오이와(大磐)、긴메이(欽明) 때의 오토마로(男麻呂) 등이 한반도 고대 삼국 가운데 백제나 신라, 가야와의 군사 ・ 외교 부문에서 활약하였다고 전하고 있다. 가쓰라기씨(葛城氏) ・ 고세씨(巨勢氏) ・ 헤구리씨(平群氏) 등과 함께 다케노우치노 스쿠네의 후손을 자처한 호족이었음에도 불구하고 다이카 개신이 있기 이전에오오미(大臣)를 배출한 적이 없었던 점도 유의할 만한 점이다. 
덴지(天智) 조에는 오히토(大人)가 어사대부(御史大夫)가 되어 나라 시대(奈良時代)까지 이어졌는데, 마로(麻呂)가 다이나곤(大納言)、마로(麻路)가 주나곤(中納言)、고마로(飯麻呂)가 산기(参議)로 임명되기도 했다. 모로히토(諸人, 추증 태정대신)의 딸 도치히메(橡姫)가 시키 황자(志貴皇子)와의 사이에서 낳은 시라카베 왕(白壁王)이 고닌 천황(光仁天皇)으로 즉위하였고, 그 외척으로써 번영을 누렸으며, 고닌 천황의 아들인 간무 천황(桓武天皇) 때까지 히로즈미(広純)와 이에모리(家守)가 산기가 되었고 후나모리(船守)와 고사미(古佐美)가 다이나곤에 올랐다. 이들은 지금의 일본 동북부 지역에 해당하는 오우(奥羽) 지방에서 벌어지던 에미시(蝦夷)들의 봉기를 진정시키기 위한 장군으로써 파견되는 등 군사적인 측면에서도 활약한 부분이 보이는데, 헤이안 시대(平安時代) 초기에는 후지와라 홋케(藤原北家)의 다카모리(隆盛)에게 압도되게 되었다. 
히로하마(広浜) ・ 모모쓰구(百継) 이후 기 씨로써 구교(公卿)에 오르는 자는 더 이상 보이지 않게 되었고, 나토라(名虎)가 딸을 입궐시키기도 했지만 기울어가던 집안을 다시 일으키기에는 역부족이었다. 오텐몬의 변(応天門の変)으로 나쓰이(夏井)가 유배되면서 일족은 쇠퇴하였다. 스가와라노 미치자네와 함께 우다 천황(宇多天皇)에게 중용되었던 하세오(長谷雄) 이후 기 씨는 정치 ・ 군사 어느 측면에서도 활약할 기회를 잃었고、요시모치(淑望) ・ 아리마사(在昌)나 쓰라유키(貫之) ・ 도모노리(友則) ・ 도키부미(時文) 등 문인(文人) ・ 가인(歌人)을 배출하는 정도에 그쳤다. 
기 씨의 피를 이은 먼 후손으로는 다나가 류(田長流)의 이와시미즈 하치만궁(石清水八幡宮)의 벳토(別当)를 세습했던 가문인 다나카(田中) ・ 젠호지(善法寺) 가문 외에, 시모쓰케(下野)로 낙향한 기요누시(清主) 이후 시모쓰케 기토(下野紀党, 마스코 씨益子氏)、기노 하세오의 후손을 칭한 이케다씨(池田氏) ･ 노부타씨(信太氏) ・ 호소미씨(細見氏) ・ 오이씨(大井氏) ・ 나카무라씨(中村氏) ・ 시나가와씨(品川氏) ・ 가스카베씨(春日部氏) ・ 호리타씨(堀田氏, 근세 다이묘 가문인 호리타씨堀田氏에 연결시킨 것은 가칭일 가능성도 제기되고 있다) ・ 우라가미씨(浦上氏) ・ 야스토미씨(安富氏) ・ 다카야스씨(高安氏) 등이 거론된다. 
또한 기이노 구니노미야쓰코 가문은 덴겐(天元) 연간에 남자 후손이 단절되는 바람에 기노 하세오의 증손인 유키요시(行義)가 입적되어 집안을 이은 이래로 아손(朝臣)의 가바네를 칭하게 되었다. 